# Kosmas (herb szlachecki)
Kosmas (Cosmas) – polski herb szlachecki z indygenatu.

## Opis herbu
Opis zgodnie z klasycznymi regułami blazonowania:
W polu błękitnym krzyż srebrny, między dwoma skrzydłami orlimi, złotymi.
Klejnot: Dwa skrzydła orle, złote, między którymi skos błękitny, obarczony dwiema gwiazdami złotymi.
Labry błękitne, podbite złotem.

## Najwcześniejsze wzmianki
Zatwierdzony Feliksowi, Walentemu, Witowi i Wojciechowi Kosmasom 15 kwietnia 1589.

## Herbowni
Cosmas - Kosmas.